# Camptochaeta gigantostylata
Camptochaeta gigantostylata är en tvåvingeart som beskrevs av Menzel och Heller 2005. Camptochaeta gigantostylata ingår i släktet Camptochaeta och familjen sorgmyggor.
Artens utbredningsområde är Italien. Inga underarter finns listade i Catalogue of Life.